# Lighter
 Denne artikel omhandler lightere til husholdningsbrug. For lightere (cigarettændere) monteret i biler, se Cigarettænder.
En lighter er et redskab til at skabe ild med ved anvendelse af en brændbar væske eller f.eks. butangas.
Den er forholdsvist simpelt konstrueret: Øverst et lille hjul, der giver gnister, når dette rulles mod en sten placeret nedenunder. Ved gnistens fremkomst trykkes på en udløser, der frigiver gassen. Når gassen rammer gnisterne antændes denne. Lighteren slukkes så ved, at udløseren slippes.
Ofte kan flammens størrelse reguleres ved hjælp af en knap på lighteren.
Lighter er et låneord, som kommer fra engelsk, men nu er fuldt accepteret i det danske sprog. På dansk har vi ellers ord som fyrtøj, tænder og cigartænder.